# دهستان برکوه
دهستان برکوه دهستانی از توابع بخش مرکزی شهرستان کوهسرخ در استان خراسان رضوی ایران است و براساس سرشماری سال ۱۳۹۵ جمعیت آن ۱۱٬۳۵۷ (۳٬۶۴۲ خانوار) نفر بوده است.

## روستاها
- ایور
- تنورچه
- کوشه‌نما
- موشک
- نامق